# Чуча (комуна)
Чуча (рум. Ciucea) — комуна у повіті Клуж в Румунії. До складу комуни входять такі села (дані про населення за 2002 рік):
- Винеторі (491 особа)
- Чуча (1254 особи) — адміністративний центр комуни

Комуна розташована на відстані 378 км на північний захід від Бухареста, 62 км на захід від Клуж-Напоки.

## Населення
За даними перепису населення 2002 року у комуні проживали 4426 осіб.
Національний склад населення комуни:
| Національність   | Кількість осіб | Відсоток |
| ---------------- | -------------- | -------- |
| румуни           | 4392           | 99,2 %   |
| угорці           | 27             | 0,6 %    |
| цигани           | 4              | 0,1 %    |
| українці         | 1              | < 0,1 %  |
| росіяни-липовани | 1              | < 0,1 %  |
| словаки          | 1              | < 0,1 %  |

Рідною мовою назвали:
| Мова       | Кількість осіб | Відсоток |
| ---------- | -------------- | -------- |
| румунська  | 4398           | 99,4 %   |
| угорська   | 26             | 0,6 %    |
| українська | 1              | < 0,1 %  |
| словацька  | 1              | < 0,1 %  |

Склад населення комуни за віросповіданням:
| Релігія                                       | Кількість осіб | Відсоток |
| --------------------------------------------- | -------------- | -------- |
| православні                                   | 4132           | 93,4 %   |
| баптисти                                      | 179            | 4,0 %    |
| реформати                                     | 20             | 0,5 %    |
| греко-католики                                | 15             | 0,3 %    |
| римо-католики                                 | 14             | 0,3 %    |
| п'ятдесятники                                 | 14             | 0,3 %    |
| не релігійні                                  | 7              | 0,2 %    |
| лютерани (Синодально-пресвітеріанська церква) | 1              | < 0,1 %  |